# Anna Wing

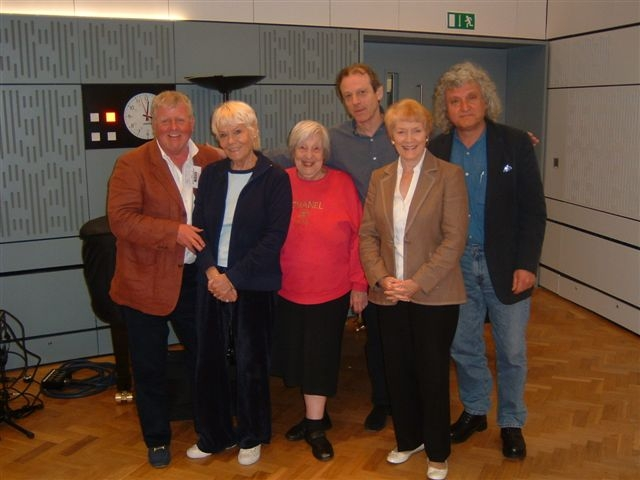
Anna Wing (dritte von links) im April 2007 mit Cast & Crew von EastEnders

Anna Wing MBE (* 30. Oktober 1914 in Hackney, London als Anna Eva Lydia Catherine Wing; † 7. Juli 2013 ebenda) war eine britische Schauspielerin in Film, Fernsehen und dem Theater. Sie spielte zwischen 1960 und 2009 über 100 verschiedene Rollen in Film- und Fernsehproduktionen. Darunter in Filmen wie Nora, Der Hund von Baskerville, Xtro – Nicht alle Außerirdischen sind freundlich, Dog Eat Dog, Calcium Kid oder Der Sohn von Rambow. International bekannt wurde sie aber vor allem durch die Rolle der Lou Beale in der britischen BBC-Serie EastEnders Mitte der 1980er Jahre.

## Leben und Karriere
Anna Wing, 1914 in Hackney als Tochter eines Lebensmittelhändlers in einfachen Verhältnissen geboren, machte zuerst eine Ausbildung als Lehrerin, bevor sie später durch glückliche Umstände einen Platz an der School of Acting Croydon bekam, nachdem ein anonymer Wohltäter die Gebühren der Schule übernahm. Ihre erste Filmrolle spielte sie 1938, in den frühen Tagen des BBC-TV-Fernsehens. Ab 1960 trat sie dann regelmäßig in Spielfilmen und Fernsehserien auf.
Der Regisseur John Schlesinger besetzte sie 1963 in seiner Komödie Geliebter Spinner in einer kleinen Nebenrolle. In den 1960er und 1970er Jahren spielte Anna Wing hauptsächlich im Fernsehen in Episoden von erfolgreichen Serien. Zu ihren Auftritten in dem Medium gehörten BBC Sunday-Night Play (1962), Z Cars (1962–1974), Dixon of Dock Green (1963–1965), Armchair Theatre (1969), For the Love of Ada (1970), Dial M for Murder (1974), Die Füchse (1976), Van der Valk (1977) oder Penmarric (1979). 1985 sprach sie für die Rolle der Lou Beale in der britischen BBC-Serie EastEnders vor und bekam die Zusage, nachdem sie durch ihre Geburtsurkunde beweisen konnte, dass sie in Hackney geboren worden war und sich somit als echte Eastender qualifizieren konnte.
Auch im hohen Alter wurde sie noch regelmäßig für Charakterrollen im Kino und Fernsehen nachgefragt. So spielte sie in den 2000er Jahren in Moody Shoaibi Komödie Dog Eat Dog,
2004 in Alex De Rakoff Film Calcium Kid oder 2007 in Garth Jennings Abenteuerkomödie Der Sohn von Rambow den Part der Großmutter.
Anna Wings Mann aus erster Ehe war der Schauspieler Peter Davey. Ihr zweiter Ehemann war der Dichter Patrick O’Connor. Sie hatte zwei Söhne, Mark Wing-Davey, auch ein Schauspieler und Jon Wing-O’Connor, ein Lehrer.
Anna Wing verstarb am 7. Juli 2013 im Alter von 98 Jahren in ihrer Heimatstadt.

## Filmografie (Auswahl)
- 1963: Geliebter Spinner (Billy Liar)
- 1969: Two Gentlemen Sharing
- 1971: In den Krallen des Hexenjägers (The Blood on Satan’s Claw)
- 1973: The 14
- 1973: Nora (A Doll’s House)
- 1977: Providence
- 1977: Julias unheimliche Wiederkehr (Full Circle)
- 1978: Der Hund von Baskerville (The Hound of the Baskervilles)
- 1980: The Godsend
- 1983: X-Tro: Nicht alle Außerirdischen sind freundlich! (Xtro)
- 1983: The Ploughman’s Lunch
- 1983: Runners
- 1994: Det bli’r i familien
- 2001: Dog Eat Dog
- 2003, 2007: The Bill (Fernsehserie, 2 Folgen)
- 2004: Tooth
- 2004: Calcium Kid (The Calcium Kid)
- 2007: Silent Witness (Fernsehserie, 1 Folge)
- 2007: Der Sohn von Rambow (Son of Rambow)